# Christian Rasmussen (automobilista)
Christian Rasmussen (Copenhague, 29 de junho de 2000) é um automobilista dinamarquês. Atualmente compete na IndyCar Series pela equipe Ed Carpenter Racing.

## Carreira
Iniciou sua carreira no kart, disputando vários campeonatos da modalidade em seu país até 2016, quando passou a correr em monopostos pela Fórmula Ford dinamarquesa, onde terminou como vice-campeão. Em 2017, disputou a Fórmula 4 local pela equipe do ex-piloto de Fórmula 1 Jan Magnussen, tendo vencido 2 corridas e terminando o campeonato em terceiro lugar. Um ano depois, competiu na versão norte-americana da categoria, desta vez representando a Jay Howard's Motorsports Driver Development, pertencente ao britânico Jay Howard. Em 17 provas, foram 5 vitórias, 4 voltas mais rápidas e 15 pódios, novamente encerrando a temporada na terceira posição.
Rasmussen disputou ainda a USF2000 Championship entre 2019 e 2020, ano em que sagrou-se campeão com 394 pontos, 41 a mais que o vice, Eduardo Barrichello. Repetiu o feito em 2021, agora na Indy Pro 2000, fechando o campeonato com 445 pontos (38 a mais que Braden Eves, o segundo colocado), e em dezembro do mesmo ano, depois de fazer vários testes na Indy Lights (atual Indy NXT), foi anunciado como piloto da Andretti Autosport na categoria de acesso à IndyCar Series para a temporada 2022. Na temporada de estreia na Lights, o dinamarquês foi o melhor estreante do campeonato, ficando em sexto lugar.
Em 2023, deixou a Andretti para correr na HMD Motorsports, em parceria com a Dale Coyne Racing. Com 5 vitórias, 5 poles, 5 voltas mais rápidas e 8 pódios, Rasmussen ficou de fora dos 10 primeiros apenas uma vez, na corrida 1 de Road America e conquistou o título com 65 pontos de vantagem sobre o vice-campeão Hunter McElrea (539 a 474).
Em outubro de 2023, foi anunciada a contratação de Rasmussen para disputar as corridas em circuitos mistos e de rua na termporada 2024 da IndyCar.

## Endurance
Desde 2022, em paralelo com as corridas de fórmula, compete na IMSA SportsCar Championship, pela Era Motorsport, obtendo uma volta mais rápida.